# Ellipteroides lateralis
Ellipteroides lateralis är en tvåvingeart som först beskrevs av Macquart 1835.  Ellipteroides lateralis ingår i släktet Ellipteroides och familjen småharkrankar. Inga underarter finns listade i Catalogue of Life.